# Porto Velho
Porto Velho est la capitale de l'État brésilien du Rondônia, dans la partie haute du bassin de l'Amazone. Sa population est d'environ 550 000 habitants.

## Géographie
Située à la frontière du Rondônia et de l'État de l'Amazonas, la ville est un centre important de commerce de cassitérite (dont l'exploitation minière est la plus importante activité économique de la région), ainsi qu'un centre de communication et de transport situé sur la rive est du rio Madeira, l'un des principaux affluents de l'Amazone. Elle abrite aussi la forêt nationale de Jacundá.

## Histoire

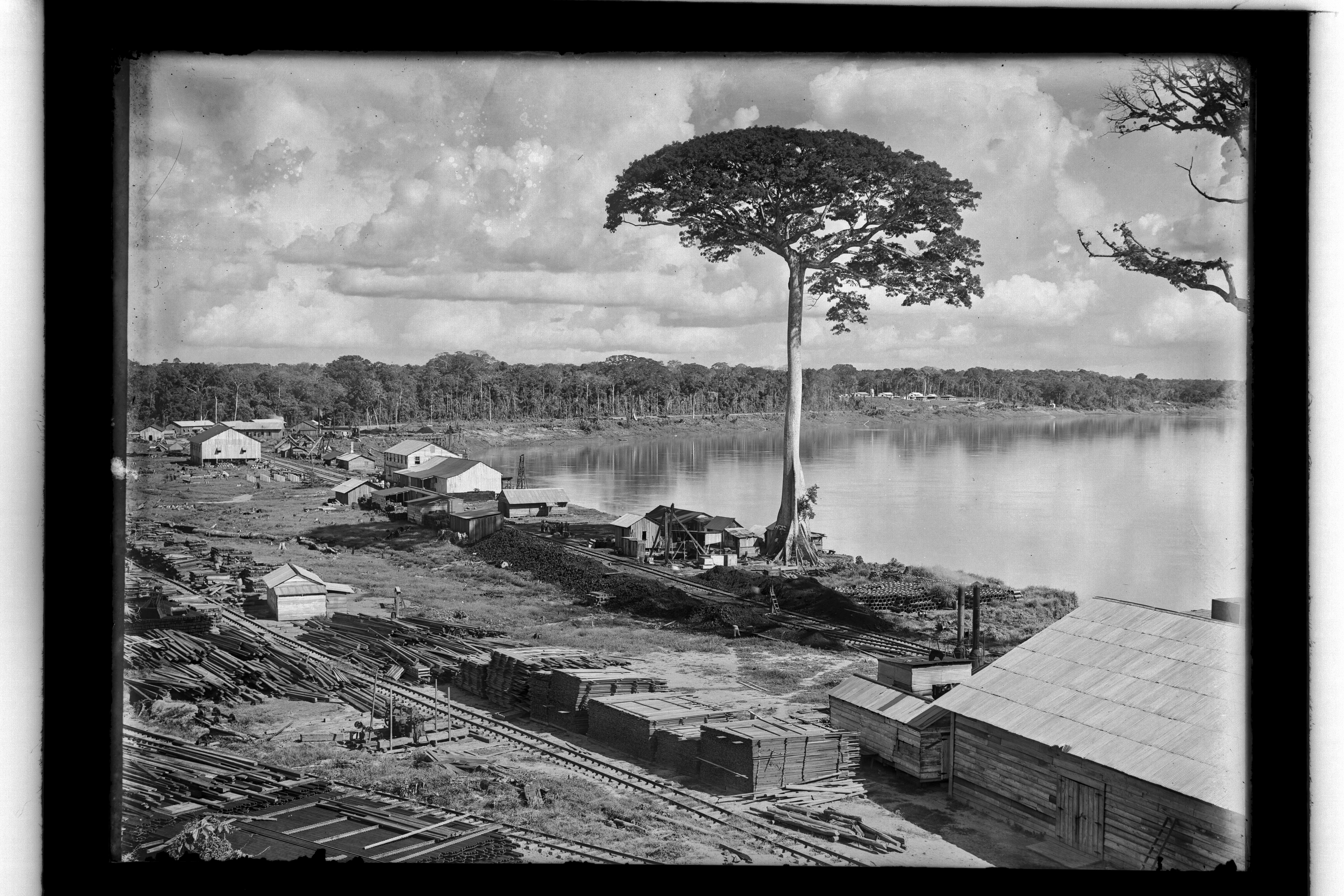
Vue partielle de Porto Velho en 1910.

Officiellement fondée le 2 octobre 1914, Porto Velho connut ses premiers pionniers vers 1907, pendant la construction du chemin de fer Madeira-Mamoré. Après la réalisation de la ligne de chemin de fer, la population locale approchait le millier d'habitants. Ses constructions étaient surtout celles du chemin de fer et des maisons de bois pour les ouvriers issus des Caraïbes - d'où le nom du quartier le plus important « Barbadoes Town », aujourd'hui « Alto do Bode ».

## Jours fériés
- 24 janvier : installation de la commune.
- 24 mai : Nossa Senhora Auxiliadora.
- 2 octobre : création de la municipalité.

## Économie
- Exploitation du rio Madeira (pêche).
- Agriculture de subsistance (riz, manioc, maïs et ananas).
- Minerais (or, cassitérite, diamants).

## Personnalités nées à Porto Velho
- Carlos Ghosn

## Galerie

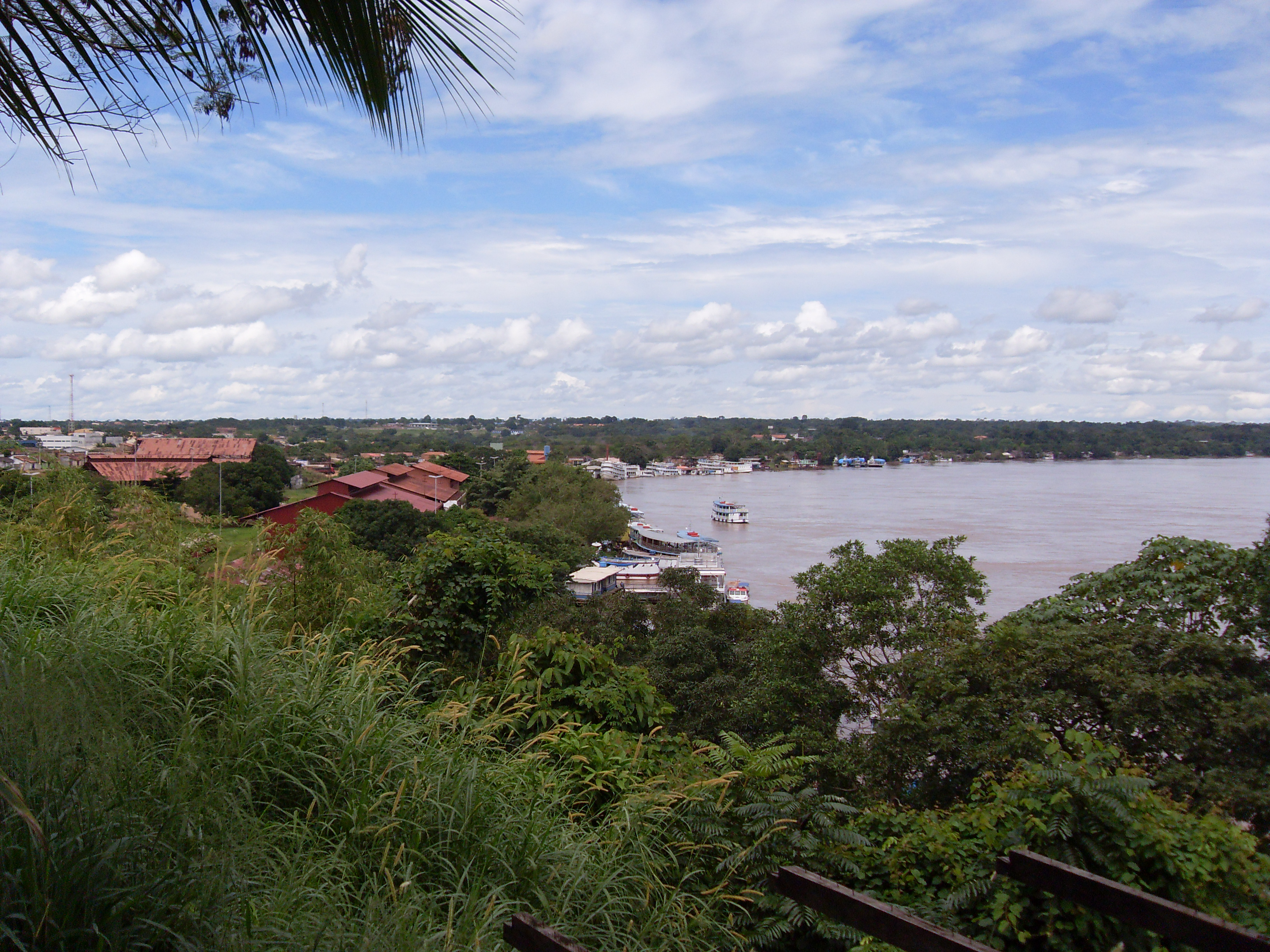
Le rio Madeira vu depuis le musée du chemin de fer de Madeira-Mamoré.
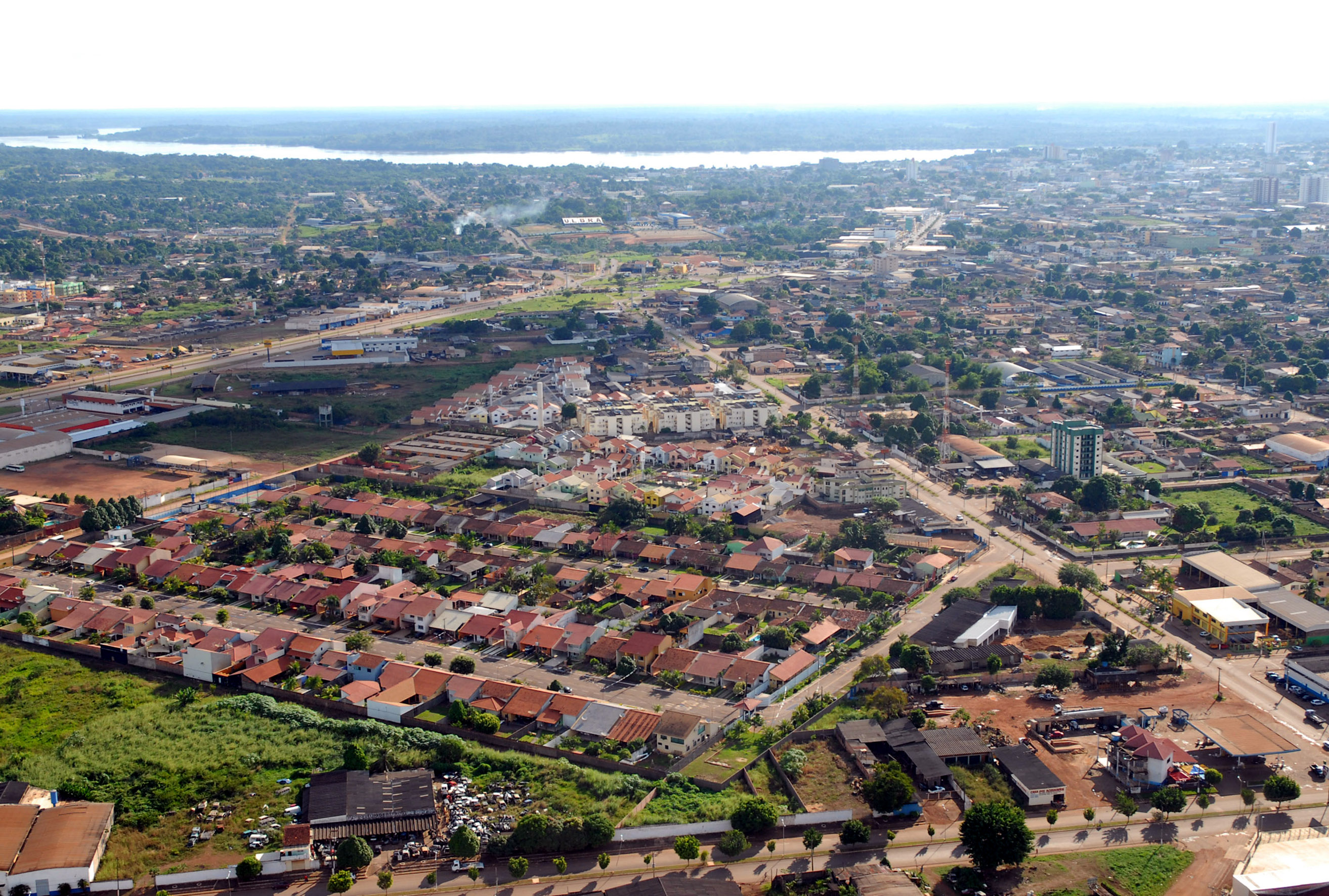
Vue aérienne d'une partie de Porto Velho.
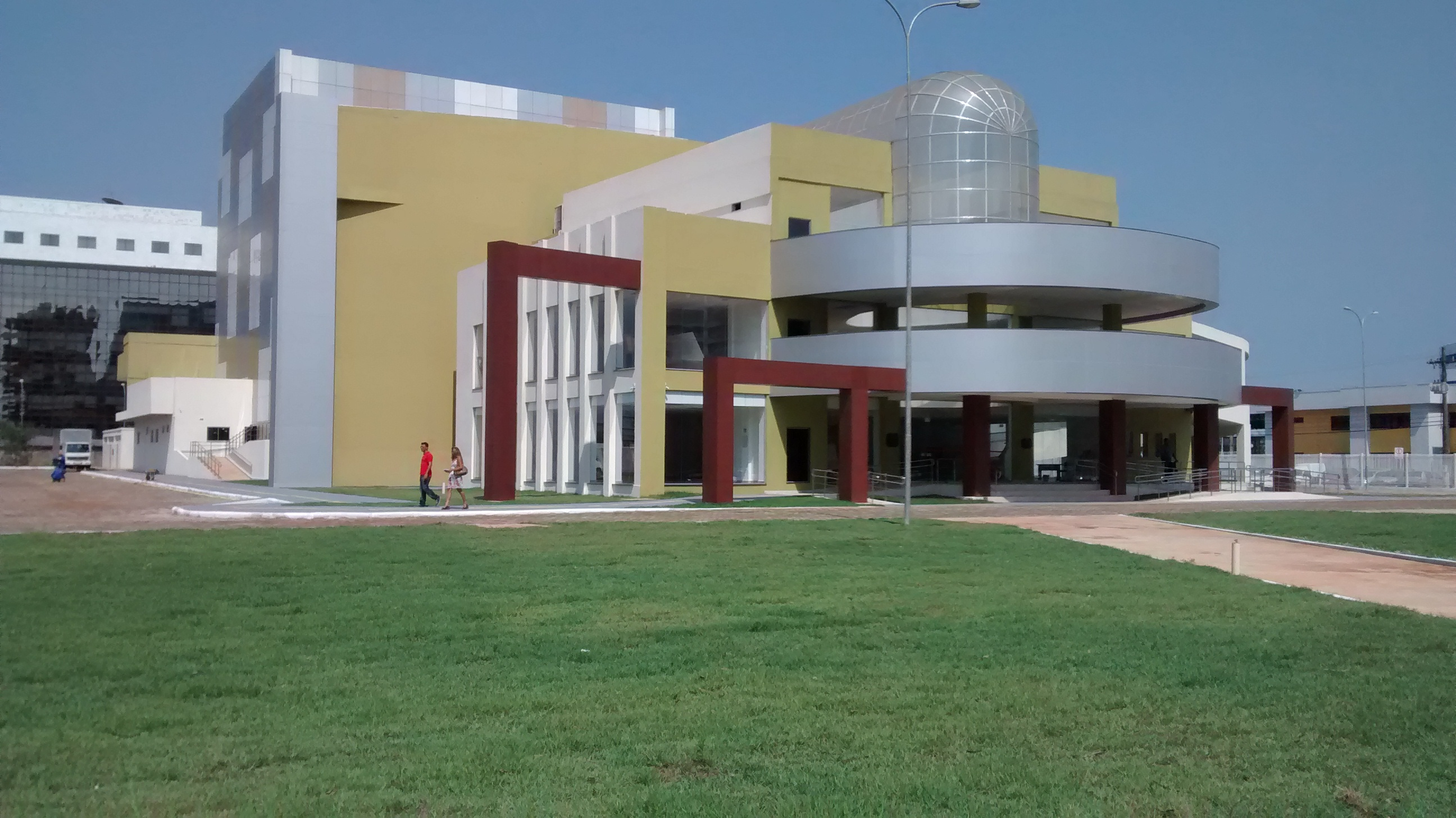
Le théâtre d'État Palácio das Artes Rondônia. Il s'agit du plus grand théâtre de la région Nord, dépassant ceux de Manaus et de Bélem.
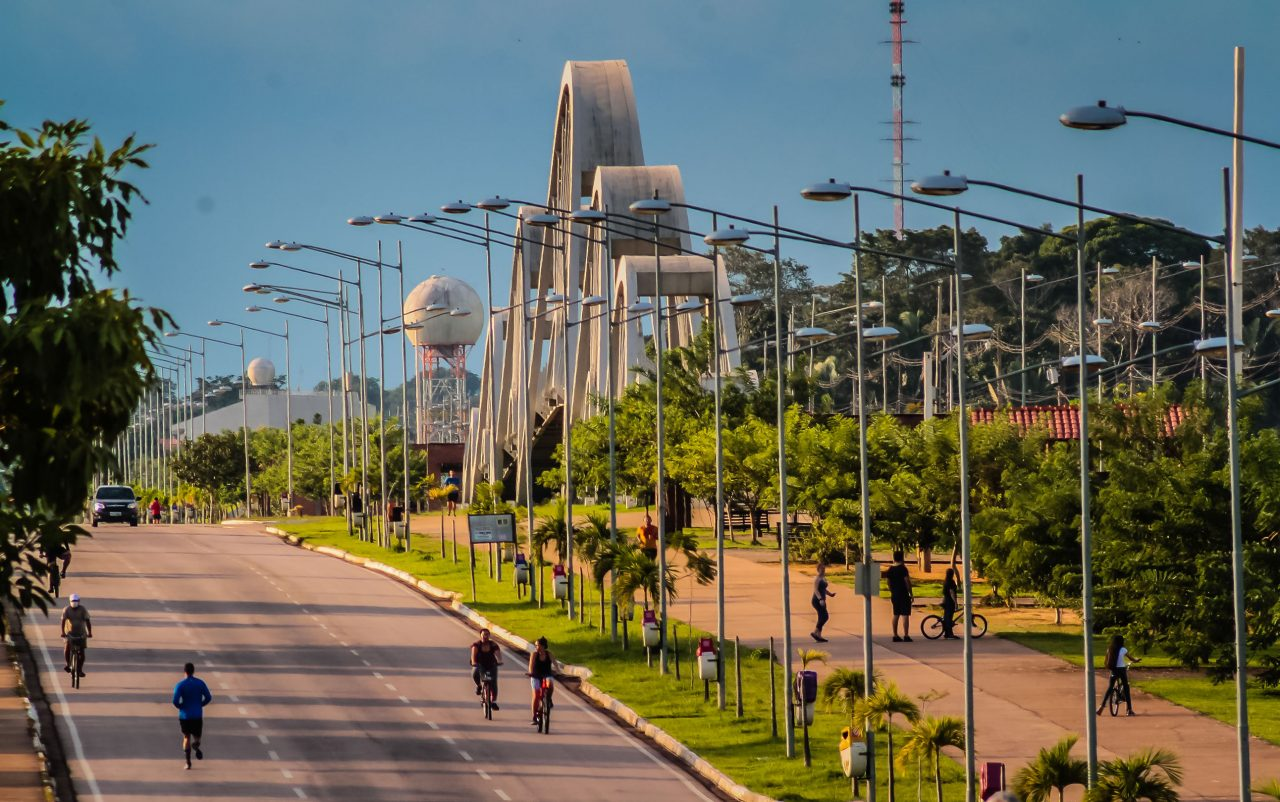
L'Espace Alternatif.